# Séno
Séno är en provins i Burkina Faso.   Den ligger i regionen Sahel, i den nordöstra delen av landet, 240 km nordost om huvudstaden Ouagadougou. Antalet invånare är 232 425.
Följande samhällen finns i Séno:
- Dori
- Léré